# Tata Steel Orkest
Het Tata Steel Orkest is de muziekvereniging van Tata Steel Europe in IJmuiden en is opgericht in 1941 te Velsen-Noord.
Het Tata Steel Orkest bestaat momenteel uit een harmonieorkest (Symfonisch Blaasorkest), een opleidingsorkest en een leerlingenorkest. In 2021 is de big band ("The Swing Masters") afgesplitst en zelfstandig doorgegaan.
De leden van Tata Steel Orkest komen uit de wijde omtrek. Om lid te worden hoeft men niet bij het bedrijf Tata Steel te werken of familie te hebben die bij Tata Steel werkt.

## Geschiedenis
Met de oprichting van Van Leer's Harmonie "De Walskoningen" op 2 maart 1941, werd de basis gelegd voor de huidige vereniging. De naam was ontleend aan Van Leer's Walsbedrijven, een fabriek van walserijproducten, destijds gevestigd op het terrein van de Koninklijke Nederlandse Hoogovens en Staalfabrieken N.V. Het aantal leden bedroeg bij aanvang 24. Bij overname van Van Leer door Hoogovens in 1946 werd de naam van de vereniging veranderd in "Hoogoven Harmonie", en in 1983 in Hoogovens Harmonie. Als gevolg van de fusie van Koninklijke Hoogovens N.V. met British Steel plc. in 1999 tot de nieuwe onderneming Corus Group plc., werd eind 2000 de naam gewijzigd in Corus Orkest. Nadat Corus in 2010 werd overgenomen door Tata Steel werd de naam gewijzigd in Tata Steel Orkest.

## Dirigenten
- 1945-1946 Schelvis
- 1946-1949 Willem Pieter Steijn
- 1949-1952 Jan van der Peet
- 1952-1952 J. Pinkse
- 1952-1953 Marinus Adam
- 1953-1979 Willem Pieter Steijn
- 1979-1997 Wybren Valkema
- 1997-1998 Tseard Verbeek
- 1998-2006 Josef Suilen
- 2006-2015 Hennie Ramaekers
- 2015-2018  Arnold Span
- 2018-2020  Marije Koopmans (a.i.)
- 2020-          Erik Janssen